# Instax Mini
Instax és una marca de pel·lícules i càmeres instantànies creada i comercialitzada per Fujifilm. La Instax Mini, en concret, és una de les gammes de càmeres instantànies que hi ha i també és el nom que reben les pel·lícules que usa.
La càmera Instax Mini 10 i la pel·lícula que l'acompanya van ser les primeres a sortir al mercat d'aquesta marca, l'any 1998. Les vendes d'aquestes càmeres van baixar notablement a partir de 2002, víctima de la imparable digitalització de la fotografia, però van tornar a pujar gràcies a la moda de la fotografia química sobretot entre la gent jove.
Aquestes càmeres, en ser instantànies, tenen la important característica de fer i revelar la imatge al moment. La principal peculiaritat que distingeix la Instax Mini és que la mida tant de la càmera com de la pel·lícula és menor a la de la majoria.

## Models
Quan es parla de les càmeres Instax Mini es parla d'una gamma, per tant, hi ha diversos models diferents, però que coincideixen en la gran majoria d'aspectes. Els comercialitzats fins al dia d'avui són els següents:

### Instax Mini 20, 30, 50, 55, 50s
La Instax Mini 20 va sortir el 2002 igual que la 30, la 50 i 55 el 2003 i la 50s el 2010. Tots aquests models es van presentant amb diferents colors. Les diferències principals són les següents:
La Mini 55, 50 i 50s a diferència de la 20 i 30, incorporen un objectiu 60 mm f/12.7 en lloc d'un 60mm f/12. La Mini 50s per això té un temps d'exposició més ampli, d'1/3 a 1/400, mentre que els altres models poden disparar d'1/30 a 1/400.

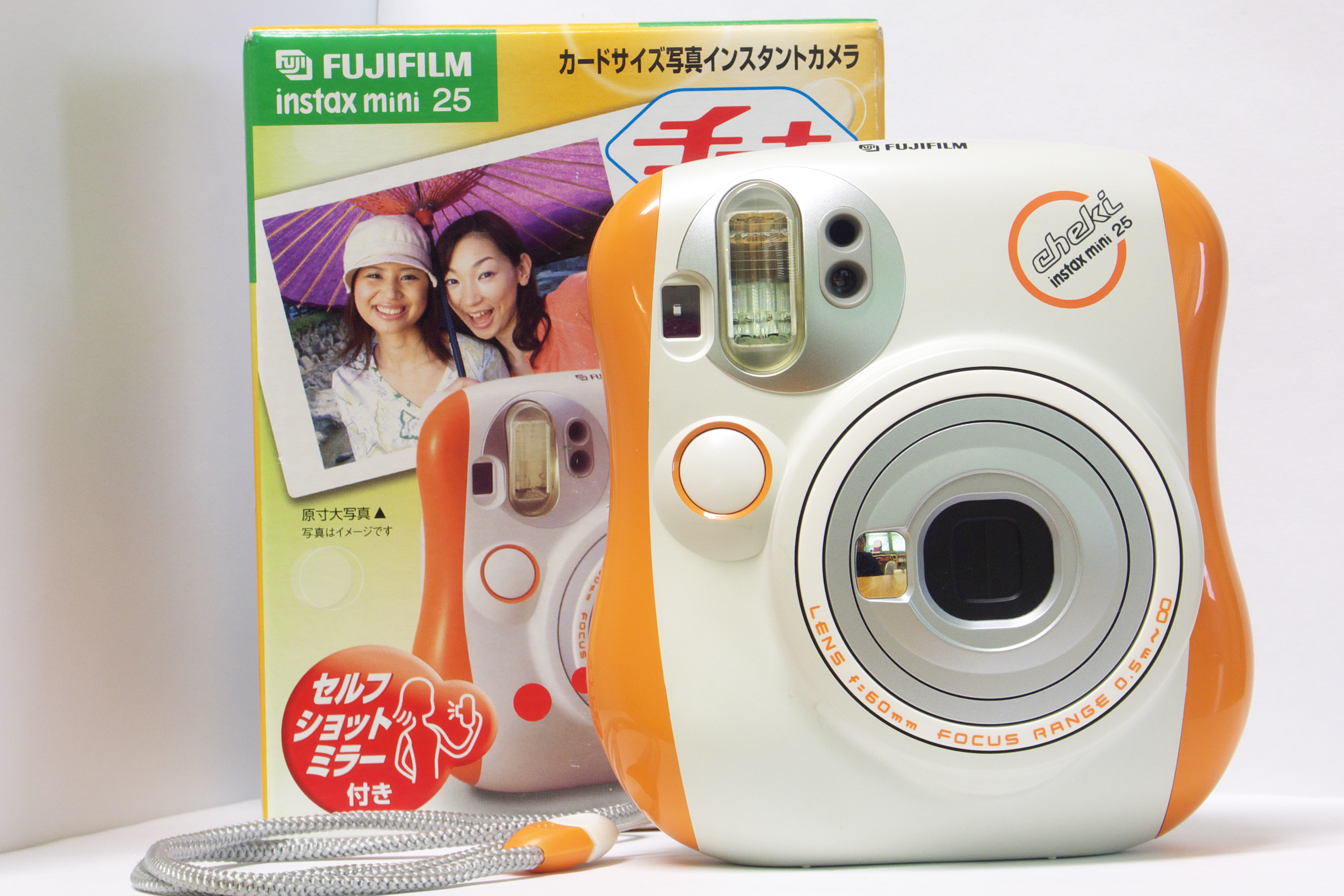
Instax Mini 25

### Instax Mini 25, 26
La Mini 25 es va presentar el 2009 i la 26 el 2016. Aquestes incorporen lents de Fujinon, les quals donen resultats d'alta qualitat.

### Instax Mini 90 Neo Classic
Aquest model es va presentar el 2013 i ofereix característiques avançades com la llarga exposició i la doble exposició, característiques tradicionals de les càmeres analògiques, i també té una millor capacitat per captar la llum de forma creativa.

### Instax Mini 70

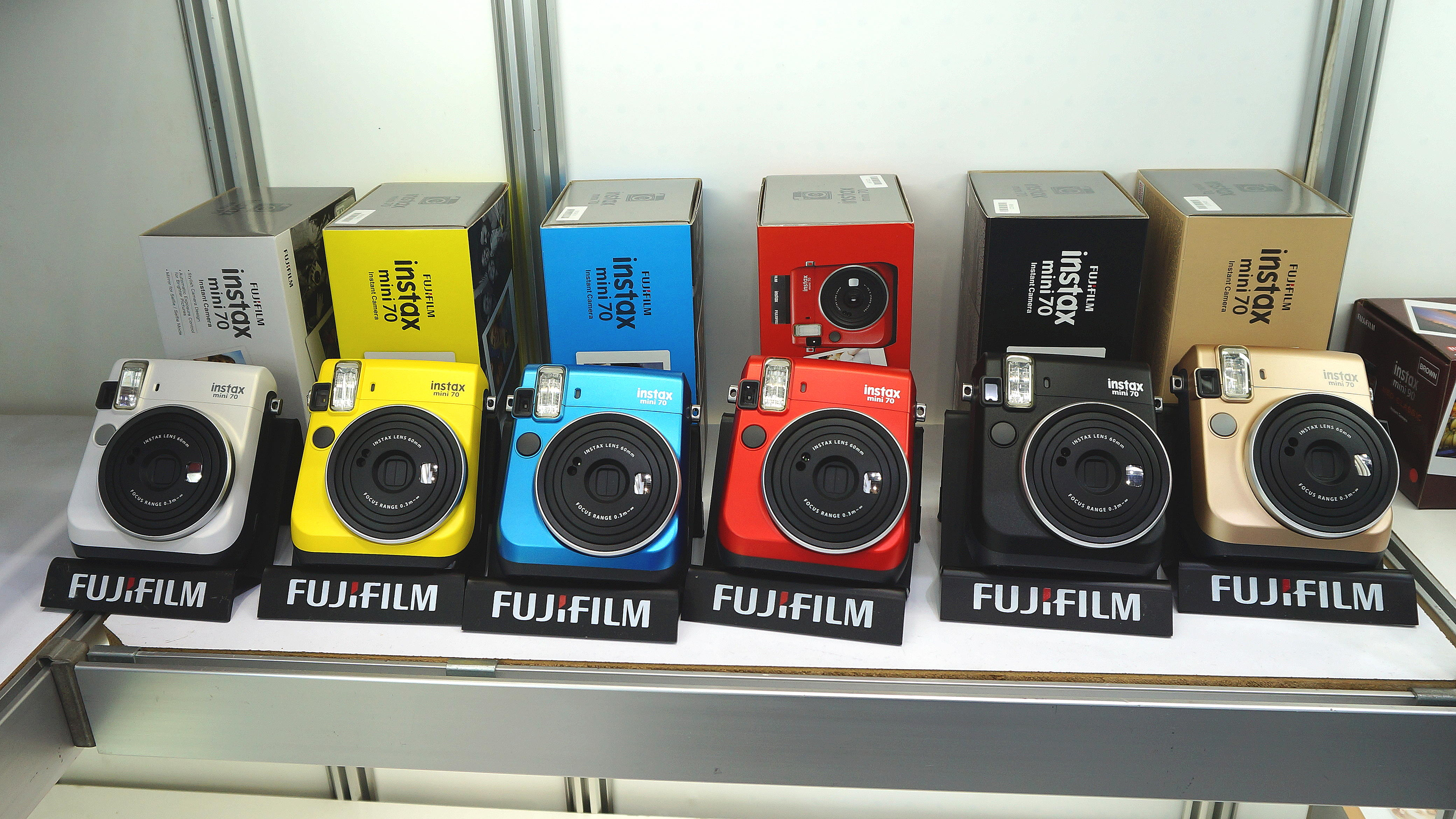
Instax Mini 70

Aquest model es va presentar el 2015 amb sis colors diferents. Aquesta Instax Mini té un mode autofoto (selfie) incorpora un mirall que permet veure què apareixerà a la foto, un control automàtic de l'exposició, el mode "Hi-key", entre d'altres.

### Instax Mini 40
Aquest model es va presentar el 2021. L'única diferència amb la Mini és que aquesta té un aspecte retro i incorpora pell sintètica.

### Instax Mini 7, 7s 8, 9, 11 i 12
La Instax Mini 7 va sortir el 2004, la 7s el 2008, la 8 el 2012, la 9 el 2017, la 11el 2020 i la 12 el 2023. Tots aquests models es van presentant amb diferents colors. Cada una va incorporant diferents millores.
La Instax Mini 8 a diferència dels models anteriors, només necessita 2 piles en lloc de dues i incorpora el mode Hi-Key.
La Instax Mini 9 incorpora el mirall d'autofoto i la lent d'augment, que s'havien de comprar per separat en la mini 8.
La Instax Mini 11 té una distància d'enfocament més curta i consta de diferents temps d'exposició a diferència dels models anteriors.

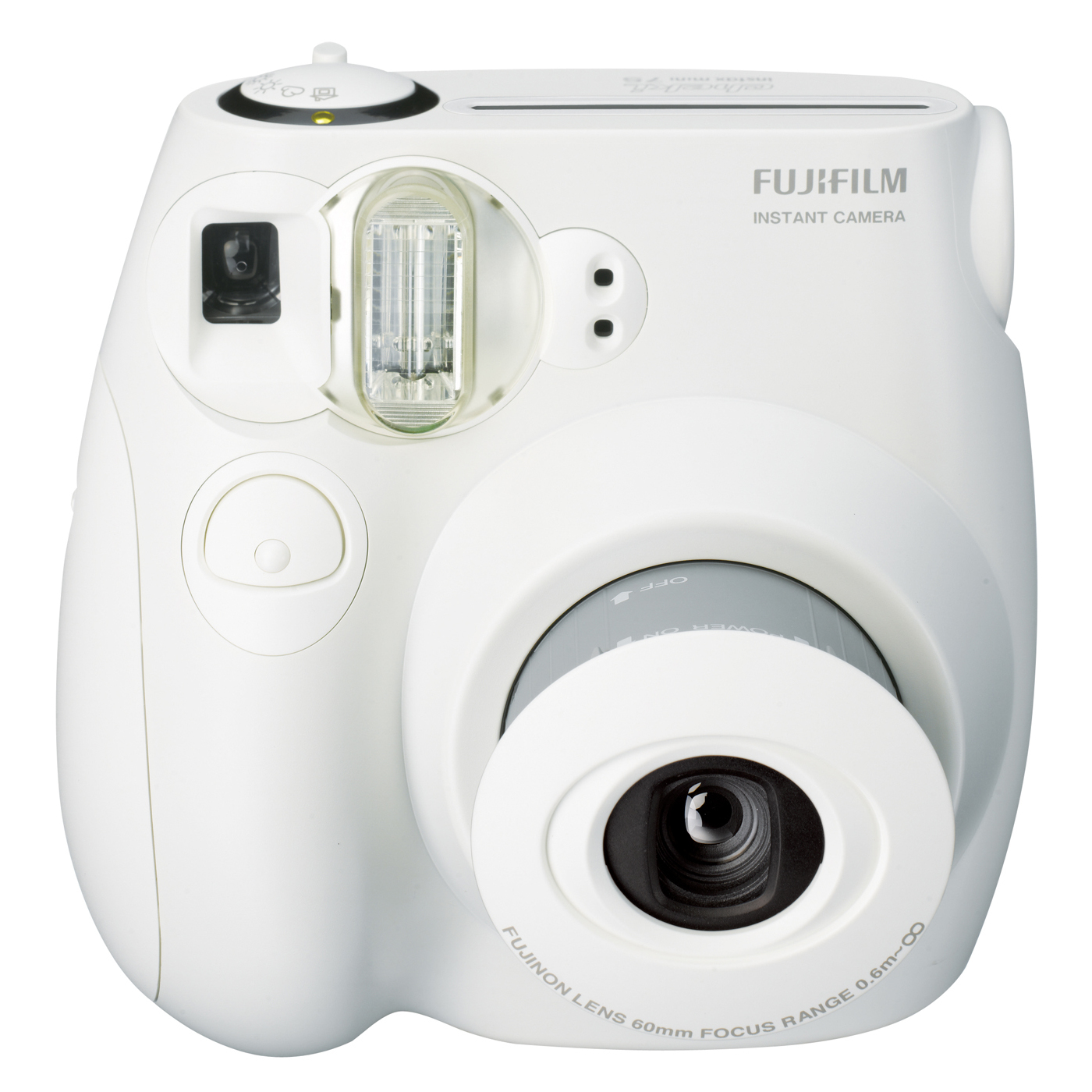
Instax Mini 7

La Instax Mini 12 incorpora un visor amb correcció de paral·laxi i també consta d'un millor control del flaix.

### Instax Mini Hello Kitty
Aquest és un model amb col·laboració de Hello Kitty presentada el 2014. La càmera té la forma de la cara d'aquest dibuix. Incorpora la funció d'autofotos i diferents ajustaments automàtics.

### Instax Mini LiPlay
Aquest model es va presentar el 2019. Incorpora un objectiu equivalent a un 28mm f/2, un sensor d'imatge d'1/5" i una pantalla de 2,7 polzades i al ser una càmera híbrida amb una resolució de 5 megapíxels, és possible guardar les imatges a la targeta de memòria així com obtenir fotografies químiques al moment. Amb l'aplicació del telèfon es poden enviar fotografies per imprimir-les des de la càmera.
Aquesta compta amb un botó que permet enregistrar un àudio de fins a 10 segons, amb aquest arxiu la càmera genera un codi QR, el qual s'imprimeix en una cantonada de la fotogrfia. Després aquest es pot escanejar amb la càmera del telèfon per escoltar el missatge.

### Instax Mini Evo

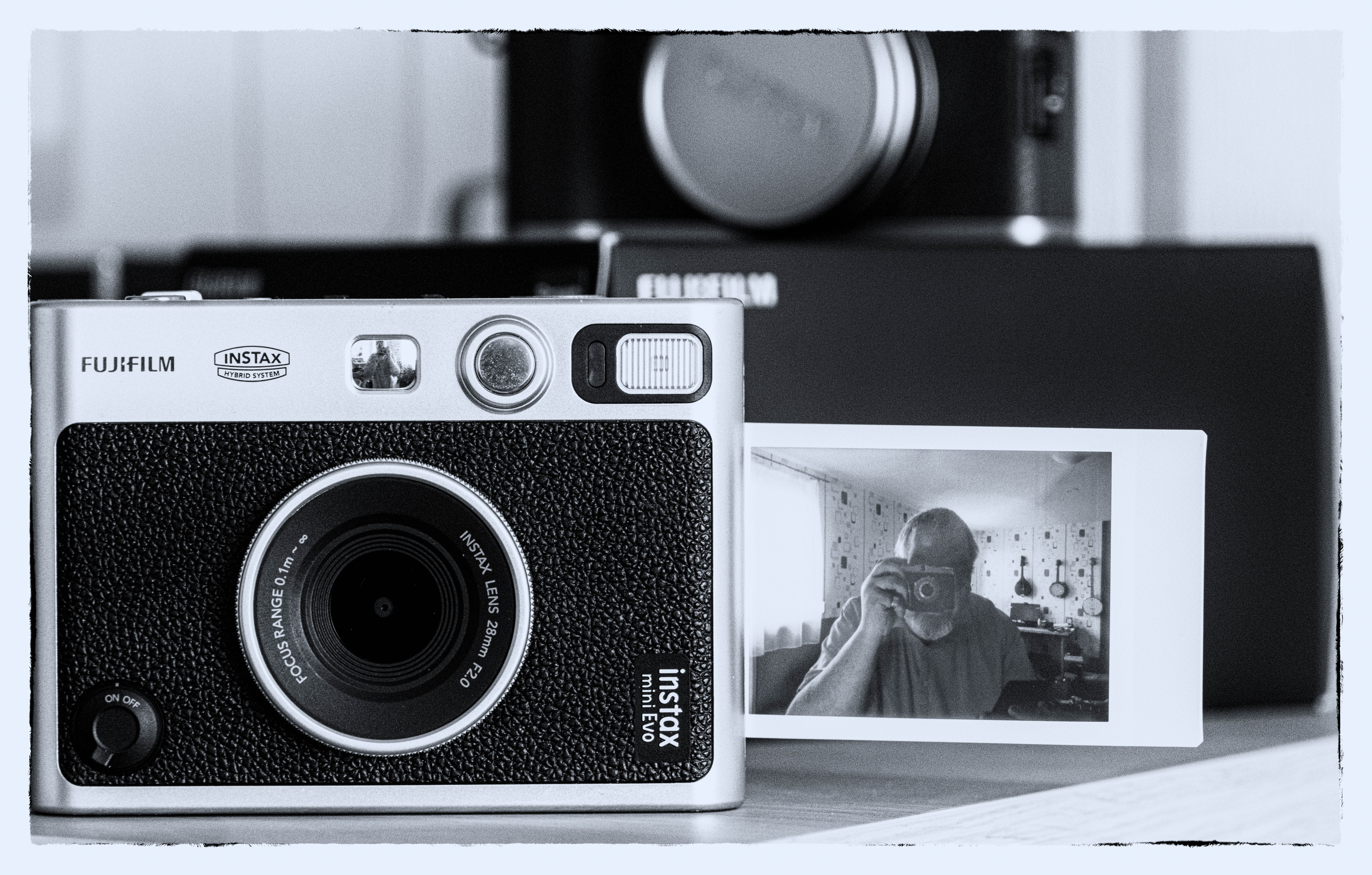
Instax Mini Evo

Aquest model es va presentar el 2021. Incorpora el mateix objectiu i sensor d'imatge que la Mini LiPlay. Però aquest model dona uns colors més vius i qualitat d'imatge superior.

## Models de Leica
En el mercat també existeixen diversos models que utilitzen la pel·lícula Instax Mini. Com per exemple els models de Leica, la Sofort i la Sofort 2.
La Sofort és la mateixa càmera que la Instax Mini 90 però amb un disseny diferent. Així com la Sofort 2, presentada el 2023, la qual és la mateixa que la Instax Mini Evo.

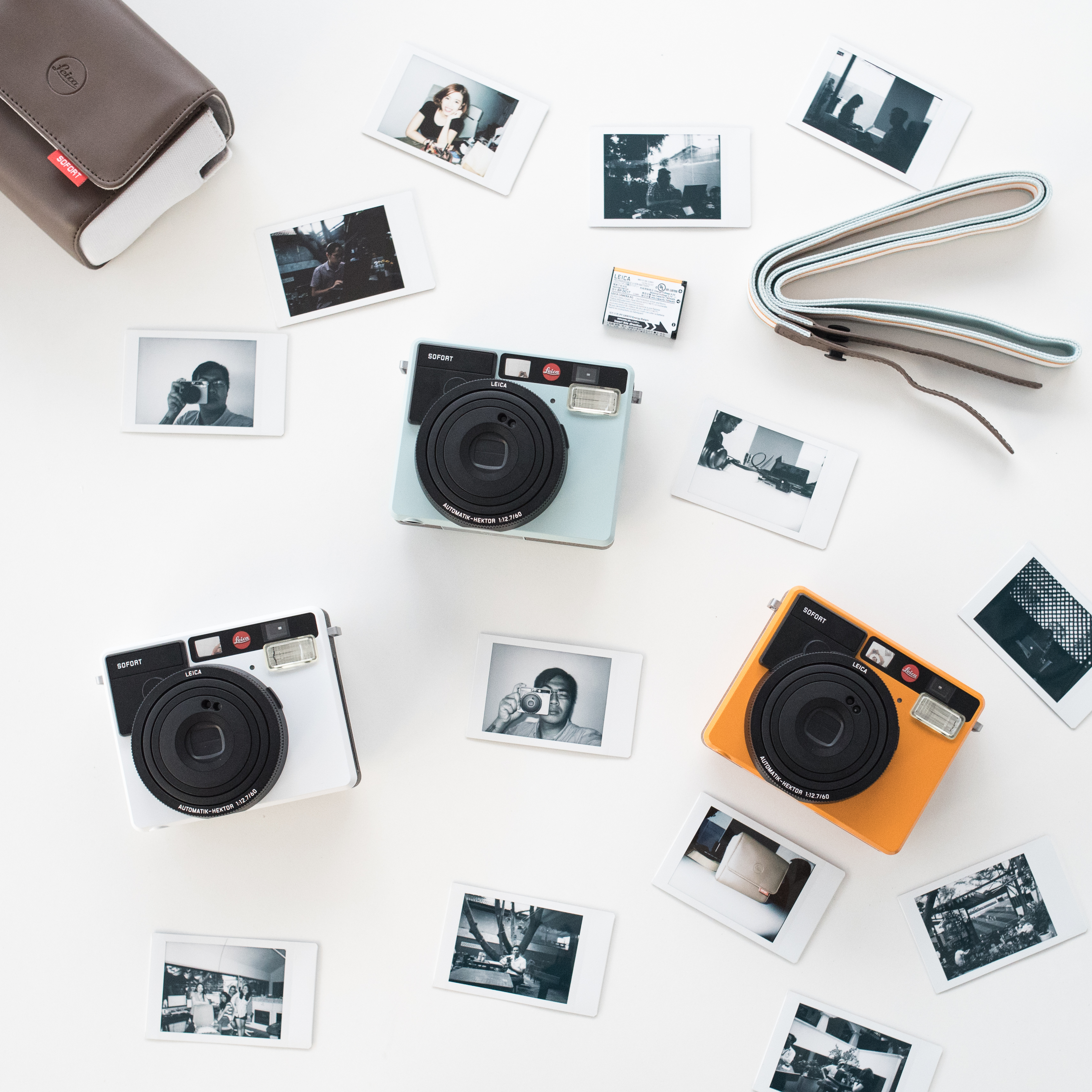
Leica Sofort

En el catàleg de Leica també s'hi pot trobar la pel·lícula instax mini pròpia de la marca en color o blanc i negre, així com diversos accessoris amb el logotip de la marca.

## Impressores
Aquests següents models són únicament impressores, les quals fan ús de la mateixa pel·lícula instax mini.

### Instax "Cheki" NP-1
Aquest model es va presentar el 2005. Usa piles CR2 i només es va vendre al mercat japonès.

### Instax Share SP-1
Aquest model es va presentar el 2014. Usa piles CR2 i ja es va vendre a tot el món.

### Instax Share SP-2
Aquest model es va presentar el 2016. A diferència dels models anteriors aquesta ja usa bateries recarregables extraïbles.

### Instax mini Link

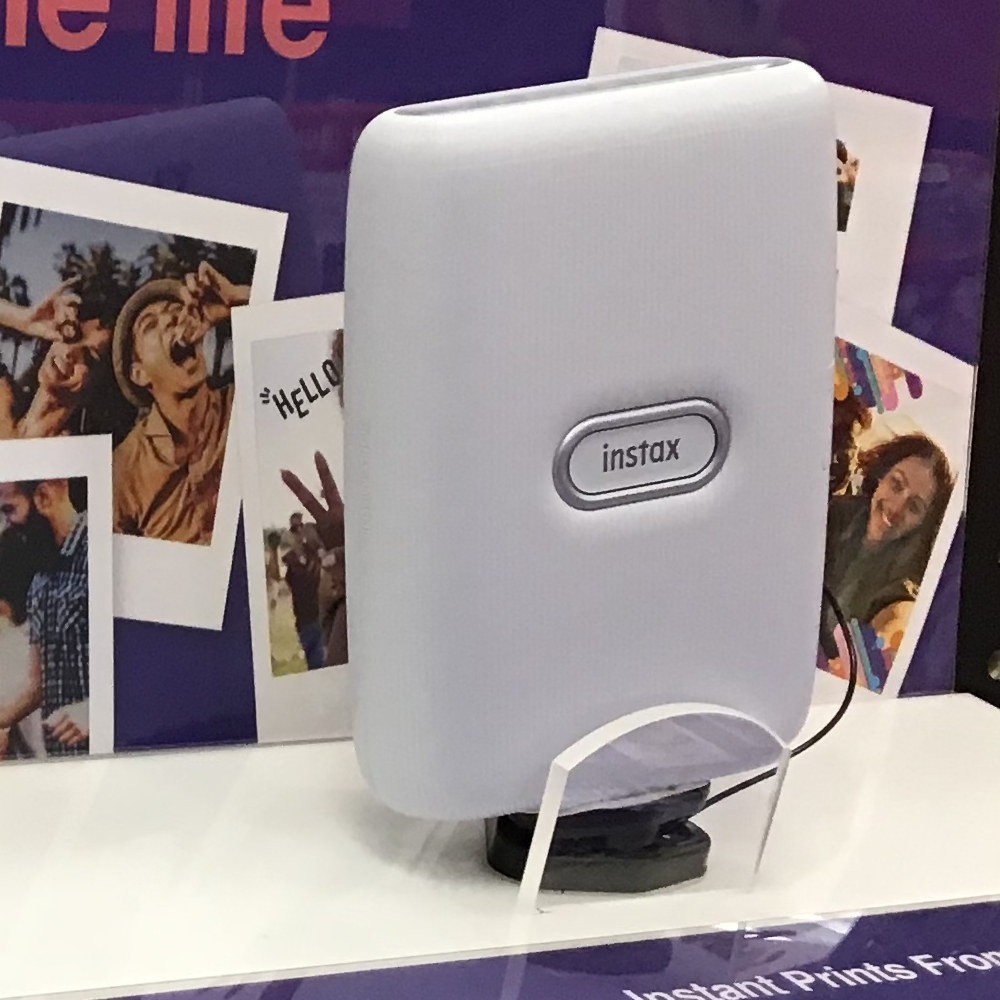
Instax Mini Link

Aquest model es va presentar el 2019. Aquest nou model, ja tenia un disseny diferent i una connexió amb el telèfon més ràpida amb una bateria interna.

### Instax mini Link 2
Aquest model es va presentar el 2022. Aquesta a diferència del primer model de Link, permet als usuaris incorporar dibuixos a les fotografies.

## Pel·lícules instantànies
El format de la pel·lícula Instax Mini fa que les imatges resultants tinguin una mida de 46 × 62 mm (1,8 × 2,4 in). La pel·lícula en si té unes dimensions de 54 × 86 mm (2,1 × 3,4 in) i pot ser de color o en blanc i negre amb una ISO 800 per a la llum del dia. Amb cada paquet es poden fer un total de 10 fotografies.
D'aquesta pel·lícula existeix moltes variants, entre elles el que varia són els laterals blancs que incorporen afegeixen colors o dibuixos.
Actualment, existeixen els següents paquets d'instax mini:
| Original      | Heart Sketch | Confetti  | Stained glass | Air mail      | Mermaid tail | Sky blue      | Soft lavender |
| Blanc i negre | Stone gray   | Candy pop | Shiny star    | Stripe        | Macaron      | Pink lemonade |               |
| Spray Art     | Blue marble  | Rainbow   | Comic         | Contact sheet | Black        | Hello Kitty   |               |

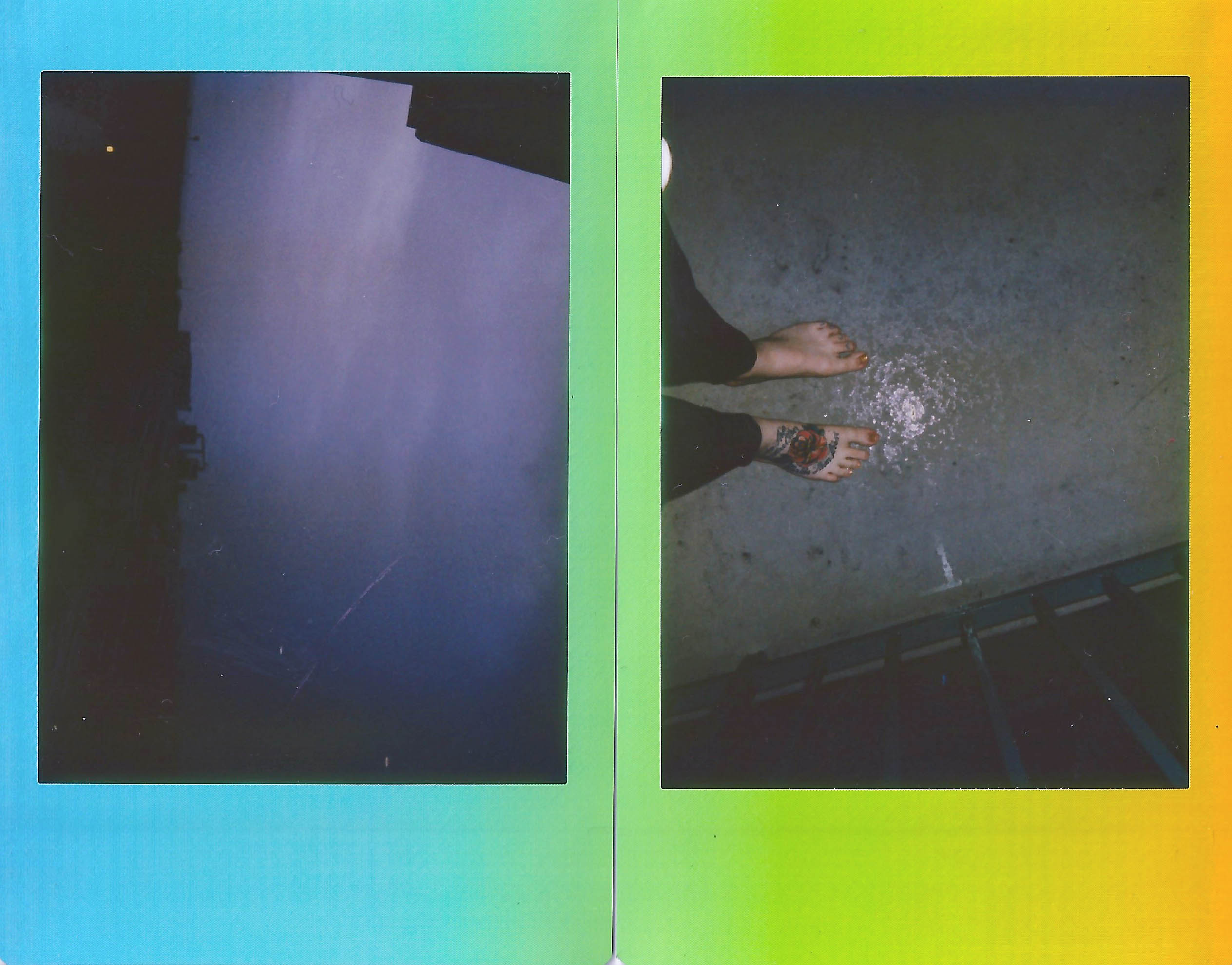
Instax Mini Rainbow

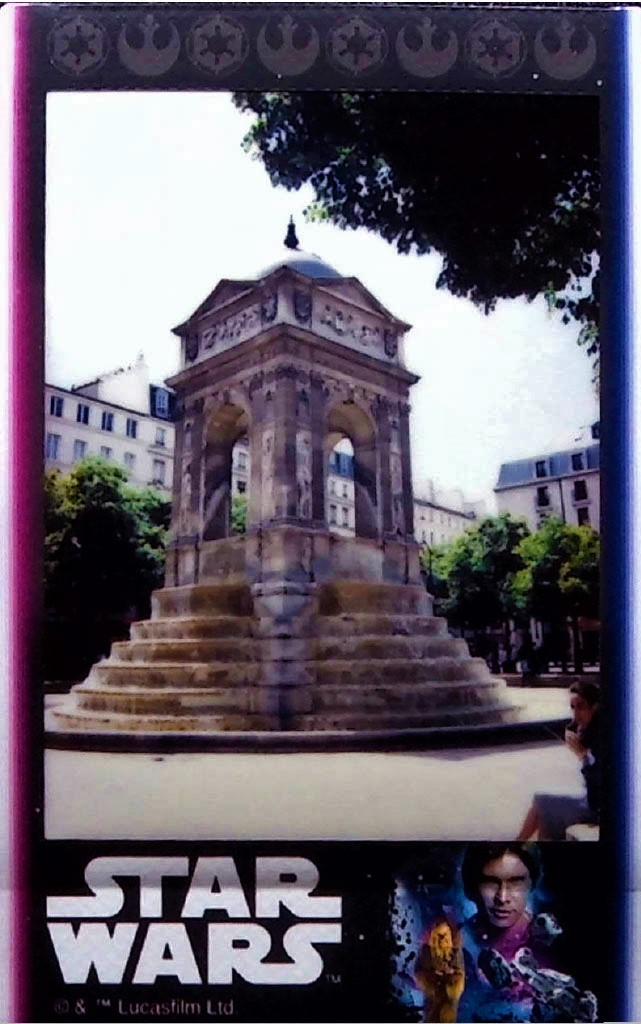
Instax Mini edició Star Wars

A part de tots aquests, també existeixen edicions limitades a un temps i lloc, les quals incorporen dibuixos animats o altres efectes. Algunes edicions especials són la de Star wars, Pokémon, Mickey o princeses Disney.